# Список млекопитающих, занесённых в Красную книгу Республики Башкортостан
Млекопитающие, занесённые в Красную книгу Республики Башкортостан, — список из видов млекопитающих, включённых в Красную книгу Республики Башкортостан издания 2014 года.

## История
В 1984 году вышла первая «Красная книга Башкирской АССР», куда включались 171 вид растений и 157 видов животных, в том числе 26 видов млекопитающих. В переиздании «Красной книги Башкирской АССР» (1987) количество последних не изменилось. В 3-й том «Красной книги Республики Башкортостан» (2004) были включены 18 видов млекопитающих. Во 2-м томе «Красной книги Республики Башкортостан» (2014) количество видов млекопитающих не изменилось.

## Список
В списке указаны все виды млекопитающих, включённые в Красную книгу Республики Башкортостан издания 2014 года. Колонки таблицы КкРБ, КкРФ и МСОП означают, соответственно, статус указанного вида в Красной книге Республики Башкортостан, Красной книге Российской Федерации и в Красном списке МСОП. В случае, если в той или иной Красной книге какой-либо из описываемых видов отсутствует, то есть не отнесён ни к одной из указанных категорий, то соответствующая ячейка списка оставлена незаполненной. Все виды поделены на 6 категорий в Красной книге Республики Башкортостан, на 6 категорий в Красной книге Российской Федерации и на 9 в списке МСОП. Категории имеют следующие обозначения:
| Красная книга Республики Башкортостан: 0 — вероятно исчезнувшие I — находящиеся под угрозой исчезновения II — сокращающиеся в численности III — редкие IV — неопределённые по статусу V — восстанавливаемые и восстанавливающиеся | Красная книга Российской Федерации: 0 — вероятно исчезнувшие 1 — находящиеся под угрозой исчезновения 2 — сокращающиеся в численности 3 — редкие 4 — неопределённые по статусу 5 — восстанавливаемые и восстанавливающиеся | Красный список МСОП: — исчезнувшие — исчезнувшие в дикой природе — виды на грани исчезновения (в критическом состоянии) — виды под угрозой исчезновения — уязвимые виды — виды, близкие к уязвимому положению — виды под наименьшей угрозой — виды, для оценки угрозы которым не хватает данных — виды не представленные в Международной Красной книге |

Всего в список млекопитающих Красной книги Республики Башкортостан включено 18 видов, из них 9 представителей отряда рукокрылых, 3 представителя отряда грызунов, 2 представителя отряда хищных, 2 представителя отряда насекомоядных, а также по 1 представителю отряда зайцеобразных и отряда китопарнокопытных. К категории исчезающих видов (I) относятся европейская норка и русская выхухоль.
В нижеприведённых списках порядок расположения таксонов соответствует таковому в Красной книге Республики Башкортостан.
В конце последней колонки приведена ссылка на персональную страницу таксона на сайте Международного союза охраны природы (МСОП).

### Основной список
| Иллюстрация                                   | Русское и латинское название, автор таксона                                    | Ареал на территории Башкортостана, численность и лимитирующие факторы | КкРБ | КкРФ | МСОП                               |
| --------------------------------------------- | ------------------------------------------------------------------------------ | --- | ---- | ---- | ---------------------------------- |
| Отряд Насекомоядные (Eulipotyphla)            |                                                                                | |      |      |                                    |
| Семейство Ежовые (Erinaceidae)                |                                                                                | |      |      |                                    |
|                                               | Ушастый ёж Hemiechinus auritus (Gmelin, 1770)                                  | В Башкортостане встречается в Абзелиловском, Баймакском и Хайбуллинском районах, очень редко — на юге Зилаирского и Зианчуринского районов; в «Фёдоровском» и «Наказбашевском» зоологических заказниках. Данные по современной численности отсутствуют. Лимитирующие факторы: климатические условия, хищничество птиц и млекопитающих (в том числе бродячие домашние собаки), выпас скота, распашка земель, вырубка колков и раскорчевка зарослей кустарников. | IV   |      | Вид вне опасности                  |
| Семейство Кротовые (Talpidae)                 |                                                                                | |      |      |                                    |
|                                               | Русская выхухоль Desmana moschata (Linnaeus, 1758)                             | В Башкортостан завезена в 1934 году и выпущена в озеро Агач-Куль (пойма реки Белой, Дюртюлинский район). Повторный выпуск был произведен в 1936 году в озёра Учкили, Учтавлы, Изелчик, Чугураш, Анак-Куль, а также в Бирском районе (озеро Белосарым). Данные по современной численности отсутствуют (1960 году насчитывалось 150—160 особей). Лимитирующие факторы: преобразование местообитаний (вырубка пойменных лесов, сенокошение, выпас скота, осушительная мелиорация, создание водохранилищ, лов рыбы с использованием ставных лесочных сетей и других запрещенных орудий лова, резкие колебания уровня воды и загрязнение водоемов), пассивная охрана. | I    | 2    | Вымирающий вид                     |
| Отряд Рукокрылые (Chiroptera)                 |                                                                                | |      |      |                                    |
| Семейство Гладконосые (Vespertilionidae)      |                                                                                | |      |      |                                    |
|                                               | Ночница Наттерера Myotis nattereri (Kuhl, 1817)                                | В Башкортостане вид обнаружен в Салаватском (в пещере Лаклинская), Белорецком (в пещерах Кызыл-Яровская и Нукатовская), в Ишимбайском (в пойме реке Сикося), в Мелеузовском (в пещерах Кутукская-2 и Сумган-Кутук), в Бурзянском (в пещерах Шульган-Таш, Эйташ и Сказка), в Абзелиловском (в окрестностях деревни Ниязгулово) и в Кугарчинском (в пещере Новомурадымовская) районах. Самое большое скопление в России было обнаружено в пещере Кызыл-Яровская, где учтено не менее 1000 особей. В пещере Лаклинская насчитывалось 37 особей, Новомурадымовская — 25 особей, Сказка — 18 особей. Лимитирующие факторы: уничтожение мест летнего обитания (вырубка дуплистых деревьев), беспокойство на зимовках (в пещерах). | III  |      | Вид вне опасности                  |
|                                               | Прудовая ночница Myotis dasycneme (Boie, 1825)                                 | В Башкортостане обнаружен в Дюртюлинском (в пойме низовья реки Белой в окрестностях села Ангасяк, Салаватском (на реке Ай, в окрестностях села Лаклы и в Лаклинской пещере), Туймазинском (на озере Кандрыкуль), Иглинском (в пещерах Куэшта и Охлёбининская), Кармаскалинском (в Карламанской пещере), Аургазинском (в пещере Вертолётная), Гафурийском (в пещере Октябрьская, на реке Зиган, в окрестностях Новокарамышево и Киндерлинской пещере), Белорецком (на берегу реки Белая в окрестностях сёл Тирлянский и Узян, на берегу реки Малый Кизил в окрестностях деревни Мухаметово, в Южно-Уральском заповеднике на реке Малый Инзер в окрестностях деревни Реветь, в пещере Нукатовская), Учалинском (в окрестностях деревни Ишкиново), Бижбулякском (на реке Седяк в окрестностях села Малый Седяк), Ишимбайском (на реке Сикося в окрестностях села Макарово и пещере Ишеевская), Мелеузовском (в деревне Смаково в окрестностях города Мелеуза, в пещерах Кутукская-2 и Кутукская-4), Бурзянском (в заповеднике «Шульган-Таш» в Каповой пещере и на реке Белой, в пещерах Сказка, Провальная, на реке Белая в окрестностях села Старосубхангулово, в Башкирском заповеднике на реке Кага), Абзелиловском (на реке Малый Кизил в селе Баимово и на озере Банное), в Кугарчинском (в Новомурадымовской пещере), Зилаирском (на реке Крепостной Зилаир в окрестностях деревни Искужино), Баймакском (на реке Туялас в окрестностях города Сибай и на реке Урал в окрестностях отделения Уральское, в окрестностях села Мерясово), Зианчуринском (на реке Касмарка в окрестностях деревни Идяш и на реке Большая Сурень в окрестностях сёл Кугарчи и Байдавлетово) районах. В пещере Куэшта было учтено 15 особей, Новомурадымовская — 13 особей, Лаклинская — 12 особей, Шульган-Таш — 10 особей, Киндерлинская — 10 особей. Лимитирующие факторы: сокращение количества естественных летних убежищ, беспокойство в период выведения потомства и на зимовках (в пещерах). | III  |      | Вид, близкий к уязвимому положению |
|                                               | Водяная ночница Myotis daubentonii (Kuhl, 1817)                                | В Башкортостане обнаружен в Дюртюлинском (в пойме реки Белой в окрестностях села Ангасяк, Салаватском (на реке Ай в окрестностях села Лаклы и Лаклинской пещере), Туймазинском (на озере Кандрыкуль), Иглинском (в пещерах Куэшта и Охлёбининская), Кармаскалинском (в Карламанской пещере), Аургазинском (в пещере Вертолётная), Гафурийском (в пещерах Октябрьская и Киндерлинская, на реке Зиган в окрестностях деревни Новокарамышево), Белорецком (на берегу реки Белая в окрестностях сёл Тирлянский и Узян, на берегу реки Малый Кизил в окрестностях деревни Мухаметово, в Южно-Уральском заповеднике на реке Малый Инзер в окрестностях деревни Реветь, в пещере Нукатовская), Ишимбайском (на реке Сикося в окрестностях села Макарово, в пещере Ишеевская), Мелеузовском (в деревне Смаково в окрестностях города Мелеуза, пещерах Кутукская-2 и Кутукская-4), Бурзянском (в заповеднике «Шульган-Таш» в Каповой пещере и на реке Белой, в пещерах Сказка, Провальная, на реке Белая в окрестностях села Старосубхангулово, в Башкирском заповеднике) на реке Кага), Абзелиловском (на реке Малый Кизил в окрестностях села Баимово и на озере Банное), Учалинском (в окрестностях деревни Ишкиново), Бижбулякском (на реке Седяк в окрестностях села Малый Седяк), Кугарчинском (в Новомурадымовской пещере), Зилаирском (на реке Крепостной Зилаир в окрестностях деревни Искужино), Баймакском (на реке Туялас в окрестностях города Сибай и на реке Урал в окрестностях отделения Уральское, в окрестностях села Мерясово), Зианчуринском (на реке Касмарка в окрестностях села Идяш и на реке Большая Сурень в окрестностях сёл Кугарчи и Байдавлетово) районах. В пещере Куэшта было учтено 76 особей, Октябрьская — более 50 особей, Лаклинская — 31 особей, Киндерлинская — 21 особей. Лимитирующие факторы: сокращение количества естественных летних убежищ, беспокойство в период выведения потомства и на зимовках (в пещерах).                            | III  |      | Вид вне опасности                  |
|                                               | Усатая ночница Myotis mystacinus (Kuhl, 1817)                                  | В Башкортостане обнаружен в Дюртюлинском (в пойме реки Белой в окрестностях села Ангасяк, Салаватском (в Лаклинской пещере), Туймазинском (в окрестностях села Кандрыкуль), Иглинском (в пещерах Куэшта и Охлёбининская), Кармаскалинском (в Карламанской пещере), Аургазинском (в пещере Вертолётная), Гафурийском (в пещерах Октябрьская и Киндерлинская), Белорецком (на берегу реки Белая, в 7-8 км к северо-востоку от села Kaгa, в окрестностях Мухаметово в пойме реке Малый Кизил), Ишимбайском (в пещере Ишеевская), Мелеузовском (в пещерах Полевая и Кутукская-4), Бурзянском (в пещерах Капова, Сказка и Эйташ), Абзелиловском (в окрестностях озера Банное), Кугарчинском (в Новомурадымовской пещере), Зилаирском (в окрестностях деревни Староякупово, на реке Сакмара), Баймакском (в окрестностях села Мерясово), Зианчуринском (в окрестностях села Байдавлетово, на берегу реки Большая Сурень) районах. В пещере Куэшта было учтено 54 особей, Лаклинская — 50 особей, Киндерлинская — 18 особей, в остальных — не более 8 особей. Лимитирующие факторы: сокращение количества естественных летних убежищ, беспокойство в период выведения потомства и на зимовках (в пещерах). | III  |      | Вид вне опасности                  |
|                                               | Бурый ушан Plecotus auritus (Linnaeus, 1758)                                   | В Башкортостане обнаружен Дюртюлинском (в окрестностях села Ангасяк, Бирском (в Бирском лесхозе), Салаватском (в Лаклинской пещере), Благовещенском (в пещере Благовещенская), Иглинском (в пещерах Куэшта и Охлёбининская), Кармаскалинском (в Карламанской пещере), Аургазинском (в пещере Вертолётная), Гафурийском (в пещере Октябрьская, Киндерлинской пещере, в окрестностях села Красноусольский), Белорецком (в пещере Кызыл-Яровская, в Южно-Уральском заповеднике на реке Малый Инзер в окрестностях деревни Реветь, в пещере Нукатовская, в окрестностях села Кага), Учалинском (в окрестностях деревни Ишкиново), Уфимском (в окрестностях города Уфы), Бижбулякском (на реке Седяк в окрестностях села Малый Седяк), Ишимбайском (в пещере Ишеевская), Мелеузовском (в Воскресенском лесхозе, в пещерах Урюк-1, Урюк-2, Урюк-3, Полевая, Кутукская-2), Бурзянском (в заповеднике «Шульган-Таш» в Каповой пещере и на реке Белой, в пещерах Сказка, Эйташ, Провальная, Часовня, Костяная, Таш-Келят и в нескольких мелких гротах долины реки Белой, а также в деревне Иргизлы, в Башкирском заповеднике), Абзелиловском (в пойме реки Малый Кизил, в селе Баимово и на озере Банное), Кугарчинском (на территории природного парка «Мурадымовское ущелье» в пещерах Голубиный грот и Новомурадымовская), Зилаирском (на реке Крепостной Зилаир в окрестностях деревни Искужино), Баймакском (в окрестностях озера Култубан, в окрестностях села Мерясово) районах. В пещере Кызыл-Яровская было учтено 57 особей, Куэшта — 38 особей, Карламанская — 28 особей, Лаклинская — 22 особи, Новомурадымовская — 22 особи, Шульган-Таш — 16 особей. Лимитирующие факторы: сокращение количества естественных летних убежищ, беспокойство в период выведения потомства и на зимовках (в пещерах). | III  |      | Вид вне опасности                  |
|                                               | Малая вечерница Nyctalus leisleri (Kuhl, 1817)                                 | В Башкортостане малая вечерница отмечена дважды: в 1959 году в Бурзянском районе — на территории Прибельского филиала Башкирского заповедника и в 1997 году в Белорецком районе — в окрестностях села Тирлянский, на берегу реки Белая. Данные по современной численности отсутствуют. Лимитирующие факторы: сокращение числа дуплистых деревьев, применение инсектицидов и уничтожение рукокрылых людьми. | IV   |      | Вид вне опасности                  |
|                                               | Нетопырь Натузиуса, лесной Pipistrellus nathusii (Keyserling et Blasius, 1839) | В Башкортостане обнаружен в Дюртюлинском (в пойме низовья реки Белой в окрестностях села Ангасяк, Салаватском (в окрестностях Лаклинской пещеры), Туймазинском (в окрестностях села Кандрыкуль), Иглинском (в пещере Куэшта), Аургазинском (в пещере Вертолётная), Гафурийском (в устье реки Зиган, в окрестностях деревни Новокарамышево и Киндерлинской пещере), Белорецком (в городе Белорецк), Учалинском (в окрестностях деревни Ишкиново), Миякинском (на берегу реки Дёма, в окрестностях села Канбеково), Ишимбайском (в пойме реки Белой у села Макарово и в окрестностях пещеры Ишеевская), Мелеузовском (в деревне Смаково в окрестностях города Мелеуза), Бурзянском (в пойме реки Белая в заповеднике «Шульган-Таш» и в Башкирском заповеднике), Абзелиловском (в окрестностях села Баимово и на озере Банное), в Куюргазинском (на реке Белой в окрестностях села Бугульчан), Баймакском (в окрестностях города Баймак и в окрестностях села Мерясово) районах. Данные по современной численности отсутствуют. Лимитирующие факторы: сокращение количества естественных летних убежищ, беспокойство в период выведения потомства. | III  |      | Вид вне опасности                  |
|                                               | Нетопырь-карлик Pipistrellus pipistrellus (Schreber, 1774)                     | В Уральских горах обнаружен П. С. Палласом. В Башкортостане отмечен в Чишминском (в селе Чишмы), Мелеузовском (в окрестностях села Смаково), Бурзянском (в заповеднике «Шульган-Таш») районах. Данные по современной численности отсутствуют. Лимитирующие факторы: сокращение числа дуплистых деревьев, применение инсектицидов и уничтожение рукокрылых людьми. | IV   |      | Вид вне опасности                  |
|                                               | Северный кожанок Eptesicus nilssonii (Keyserling et Blasius, 1839)             | В Башкортостане обнаружен в Салаватском (в Лаклинской пещере), Туймазинском (в окрестностях села Кандрыкуль), Иглинском (в пещерах Куэшта и Охлёбининская), Кармаскалинском (в Карламанской пещере), Аургазинском (в пещере Вертолётная), Гафурийском (в пещере Октябрьская, Киндерлинской пещере, в окрестностях села Красноусольский), Белорецком (в пещерах Кызыл-Яровская и Атыш, в Южно-Уральском заповеднике, в пещере Нукатовская, в окрестностях деревень Кагарманово и Мухаметово), Уфимском (в пещере Выработка), Белебеевском (в окрестностях города Белебей), Ишимбайском (в пещере Ишеевская), Мелеузовском (в пещерах Урюк-2, Урюк-3, Кутукская-2), Бурзянском (в заповеднике «Шульган-Таш» в Каповой пещере, в пещерах Провальная, Таш-Келят, Сказка, Эйташ и в нескольких мелких гротах долины реки Белой, а также в деревне Иргизлы, в Башкирском заповеднике) в окрестностях деревни Саргая, Абзелиловском (в окрестностях села Баимово и озера Банное), Кугарчинском (на территории природного парка «Мурадымовское ущелье» в пещерах Голубиный грот и Новомурадымовская), Зилаирском (в реке Сакмара в окрестностях деревни Староякупово и в долине реки Крепостной Зилаир в окрестностях села Искужино), Баймакском (в окрестностях села Мерясово) районах. В пещере Лаклинская было учтено 72 особей, Вертолётная — 34 особей, Куэшта — 33 особей, Киндерлинская — 31 особей, Охлебининская — 31 особей. Лимитирующие факторы: сокращение количества естественных летних убежищ, беспокойство в период выведения потомства и на зимовках (в пещерах). | III  |      | Вид вне опасности                  |
| Отряд Зайцеобразные (Lagomorpha)              |                                                                                | |      |      |                                    |
| Семейство Пищуховые (Ochotonidae)             |                                                                                | |      |      |                                    |
|                                               | Малая (степная) пищуха Ochotona (Lagotona) pusilla (Pallas, 1769)              | В Башкортостане отмечен на южной оконечности Южного Урала: в хребтах Шайтантау, Крыкты-Тау, Большой Ирендык, Урал-Тау, Южный Крака, на горе Бакр-Узяк, во всех южных районах республики. Данные по современной численности отсутствуют. Лимитирующие факторы: интенсивный выпас скота, распашка каменистых степей, а также фактор беспокойства. | IV   |      | Вид вне опасности                  |
| Отряд Грызуны (Rodentia)                      |                                                                                | |      |      |                                    |
| Семейство Беличьи (Sciuridae)                 |                                                                                | |      |      |                                    |
|                                               | Обыкновенная летяга Pteromys volans (Linnaeus, 1758)                           | В Башкортостане встречается в смешанных и хвойных лесах горно-лесной и северо-восточной зонах вплоть до их южных пределов, временами отмечается в кустарниках вдоль рек и ручьев. Также отмечено в междуречье рек Лемезы и Иткень, в Башкирском заповеднике и южнее, в долине реки Куркатау, в бассейне реки Яман-Зилаир и на северно-восточной части хребта Шайтантау, в заповеднике «Шульган-Таш», в Южно-Уральском заповеднике. Ориентировочная численность в Башкортостане — 5-6 тысяч особей. Лимитирующие факторы: уменьшение площадей перестойных лесов, выборочная рубка дуплистых деревьев, отлов охотниками. | IV   |      | Вид вне опасности                  |
| Семейство Соневые (Gliridae)                  |                                                                                | |      |      |                                    |
|                                               | Садовая соня Eliomys quercinus (Linnaeus, 1766)                                | В Башкортостане отмечалась в Дюртюлинском районе и близ устья реки Юрюзань, в Башкирском заповеднике, в долинах реки Белой у деревни Иргизлы, и реки Кужи, а также по некоторым данным, встречается в заповеднике «Шульган-Таш» и в национальном парке «Башкирия». Вид немногочислен, но в очагах распространения может быть обычен. Лимитирующие факторы: дефицит пригодных для устройства гнезд дуплистых деревьев и скальных выходов, антропогенная трансформация местообитаний. | IV   |      | Вид, близкий к уязвимому положению |
| Семейство Пятипалые тушканчики (Allactagidae) |                                                                                | |      |      |                                    |
|                                               | Большой тушканчик Allactaga major (Kerr, 1792)                                 | В Башкортостане отмечался в Альшеевском, Баймакском, Бакалинском, Буздякском, Давлекановском, Зианчуринском, Зилаирском, Кармаскалинском, Куюргазинском, Мелеузовском, Миякинском, Стерлибашевском, Стерлитамакском, Туймазинском, Фёдоровском, Хайбуллинском, Чекмагушевском, Чишминском и Янаульском районах. Данные по современной численности отсутствуют. Лимитирующие факторы: антропогенная трансформация местообитаний и нерегламентированное применение пестицидов в сельском хозяйстве. | III  |      | Вид вне опасности                  |
| Отряд Хищные (Carnivora)                      |                                                                                | |      |      |                                    |
| Семейство Куньи (Mustelidae)                  |                                                                                | |      |      |                                    |
|                                               | Европейская норка Mustela lutreola (Linnaeus, 1761)                            | В Башкортостане отмечалась в Архангельском, Аскинском, Белокатайском, Белорецком, Гафурийском, Дуванском, Караидельском, Нуримановском районах. Зарегистрирована в долине реки Васелга в Белокатайском и Карлыхановском заказниках, в национальном парке «Башкирия». Очень редко встречается в северной части заповедника «Шульган-Таш». Данные по современной численности отсутствуют. Лимитирующие факторы: антропогенная трансформация местообитаний, чрезмерный промысел, вытеснение американской норкой, деградация малых водоемов и снижение запасов рыбы. | I    | 1    | Вид на грани исчезновения          |
|                                               | Речная выдра Lutra lutra (Linnaeus, 1758)                                      | В Башкортостане довольно равномерно заселяет, главным образом, лесную зону, частично лесостепную; а в степной зоне не отмечена. В республике насчитывается около 100—120 особей. Лимитирующие факторы: вырубка лесов на больших площадях и вызванное этим снижение уровня воды в реках, регулирование их стока и деградация берегов, техногенное загрязнение рек и браконьерство. | II   | 3    | Вид, близкий к уязвимому положению |
| Отряд Китопарнокопытные (Cetartiodactyla)     |                                                                                | |      |      |                                    |
| Семейство Оленьи (Cervidae)                   |                                                                                | |      |      |                                    |
|                                               | Марал Cervus (Elaphus) сanadensis (Erxleben, 1777)                             | На Южном Урале был реакклиматизирован путем завоза с Алтая. В Башкортостане встречается в Абзелиловском, Баймакском, Белорецком, Бурзянском, Зилаирском и Кугарчинском районах. В 2008 году насчитывалось примерно 100—120 голов. Природный враг оленя — волк, также маралы погибают от бескормицы в многоснежные морозные зимы. | III  |      | Вид вне опасности                  |

### Аннотированный перечень таксонов и популяций объектов животного мира, нуждающихся в особом внимании к их состоянию в природной среде
В данном списке приводится сведения о видах с небольшой численностью, или слабо изученных в Башкортостане, или тех, кто в настоящее время не требует принятия срочных мер по охране и воспроизводству. Эти виды являются кандидатами в Красную книгу в будущем.
| Иллюстрация | Русское и латинское название, автор таксона                 | Ареал на территории Башкортостана | КкРФ | МСОП                                             |
| ----------- | ----------------------------------------------------------- | --- | ---- | ------------------------------------------------ |
|             | Бурозубка равнозубая Sorex isodon (Turov, 1924)             | Вид отряда насекомоядных. Слабо изученный вид. Встречена в Иглинском районе, обитает в районе горы Иремель.                           |      | Вид не представлен в Международной Красной книге |
|             | Бурозубка крошечная Sorex minutissimus (Zimmermann, 1780)   | Вид отряда насекомоядных. Слабо изученный вид, найден на горе Иремель.                                                                |      | Вид вне опасности                                |
|             | Сурок степной Marmota bobak (Muller, 1776)                  | Вид отряда грызунов. Обитает в южных районах Башкортостана. В Зауралье малочислен, в Предуралье обычен.                               |      | Вид вне опасности                                |
|             | Хомячок Эверсманна Allocricetulus eversmanni (Brandt, 1859) | Вид отряда грызунов. Имеет ограниченный ареал, в степной и лесостепной зонах южной части Башкортостана. Слабо изучен.                 |      | Вид вне опасности                                |
|             | Хомячок серый Cricetulus migratorius (Pallas, 1773)         | Вид отряда грызунов. Имеет ограниченный ареал, в степной и лесостепной зонах южной части Башкортостана. Слабо изучен.                 |      | Вид не представлен в Международной Красной книге |
|             | Лемминг лесной Myopus schisticolor (Lilljeborg, 1844)       | Вид отряда грызунов. Единственная локальная популяция обнаружена в 1978 году на границе с Челябинской областью в районе горы Иремель. |      | Вид не представлен в Международной Красной книге |